# Marshall Chess Club
Marshall Chess Club – amerykański klub szachowy z siedzibą w Nowym Jorku, w Greenwich Village – dzielnicy Manhattanu.

## Historia
Klub został założony w 1915 roku przez Franka Marshalla, który chciał stworzyć przestrzeń do doskonalenia umiejętności szachistów. Klub szybko stał się znaczącym ośrodkiem życia szachowego. Mistrzostwa klubowe organizowano od 1917 roku, a pierwszą edycję wygrał Stanley Stanton. Klub organizował m.in. turnieje o mistrzostwa Stanów Zjednoczonych i prestiżowe turnieje arcymistrzowskie (w ramach organizowanego przez klub Rosenwald Memorial odbyła się tzw. partia stulecia), a w 1965 roku umożliwił Bobby’emu Fischerowi udział w memoriale Capablanki poprzez dalekopis.

## Szachiści
Członkami klubu byli m.in.:

- Maurice Ashley[2]
- Siergiej Azarow[2]
- Sidney Bernstein[5]
- Jay Bonin[2]
- Fabiano Caruana[1]
- Dżurabek Chamrakułow[2]
- Nicolas Checa[2]
- John W. Collins[2]
- Arthur Dake[5]
- Marcel Duchamp[6]
- Roman Dżindżichaszwili[2]
- Jaan Ehlvest[2]
- Larry Evans[2]
- John Fedorowicz[2]
- Reuben Fine[5]
- Bobby Fischer[1]
- Rodrigo Flores[2]
- Milton Hanauer[5]
- Eliot S. Hearst[2]
- Zwiad Izoria[2]
- Brandon Jacobson[2]
- Leonid Judasin[2]
- Giorgi Kaczeiszwili[2]
- Gata Kamski[2]
- George Francis Kane[2]
- Micheil Kekelidze[2]
- Irina Krush[2]
- Stanley Kubrick[7]
- Siergiej Kudrin[2]
- Aleksandr Lenderman[2]
- William Lombardy[2]
- Shelby Lyman[2]
- Frank Marshall[5]
- Hikaru Nakamura[1]
- Igor Nowikow[1]
- Mark Paragua[2]
- Albert Pinkus[2]
- David Polland[2]
- Fred Reinfeld[5]
- Michael Rohde[2]
- Giennadij Sagalczik[2]
- Anthony Santasiere[5]
- Herbert Seidman[5]
- James Sherwin[2]
- Albert Simonson[5]
- Andrew Soltis[2]
- Howard Stern[8]
- Erling Tholfsen[5]
- Joshua Waitzkin[2]
- Raymond Weinstein[2]
- Jarosław Żerebuch[2]